# ベネラ11号
ベネラ11号(Venera 11、ロシア語: Венера-11)は、金星を探索するソビエト連邦のベネラ計画の無人探査機である。ベネラ11号は、1978年9月9日3時25分39秒（UTC）に打上げられた。
1978年12月23日にランダーが分離され、2日後の12月25日に11.2 km/sの速度で金星の大気に突入した。降下中、空力ブレーキとパラシュートによって減速し、約1時間の降下時間で、12月25日3時24分（UTC）に金星表面へ軟着陸した。着陸速度は7 - 8 m/sであった。情報は、着陸後95分後より、打上げ機を介して地球に伝送され始めた。着陸地点座標は、南緯14°東経299°であった。

## 打上げ機
ランダーを放出後、打上げ機は金星を通過して太陽軌道へ入り、1978年12月25日に金星に3万4,000 kmまで接近した。打上げ機は、ランダーが通信可能な範囲へ入るまでの95分間、データ中継点の役割を果たした。
ベネラ11号の上げ機は、太陽風検出器、電離圏電子検出器、2つのガンマ線バースト検出器（ソ連製KONUSとフランス製SIGNE 2）を備えていた。SIGNE 2は、ベネラ12号、プログノス7号にも同時に搭載され、三角法によるガンマ線源の特定を可能とした。金星のフライバイの前後、ベネラ11号とベネラ12号は143個のガンマ線バーストの詳細な時間プロファイルを作り、初めてのカタログを製作した。ベネラ11号による最後のガンマ線バーストの検出は、1980年1月27日であった。
ミッションは、1980年2月に終了した。
打上げ機搭載機器は以下の通り。
- 30-166 nm Extreme UV Spectrometer
- Compound Plasma Spectrometer
- KONUS Gamma-Ray Burst Detector
- SNEG Gamma-Ray Burst Detector
- Magnetometer
- 4 Semiconductor Counters
- 2 Gas-Discharge Counters
- 4 Scintillation Counters
- Hemispherical Proton Telescope

## ランダー
ランダーは、気温と大気および土壌組成を研究する機器を搭載した。Grozaと呼ばれる機器は、金星の雷を検出した。ベネラ11・12号のランダーは、ソビエト連邦の文書では言及されなかったが、2台ずつのカラーカメラを備えていた。しかし、両機共に設計上の欠陥により、着陸後にレンズカバーが外れず画像を伝送出来なかった。土壌分析機も作動しなかった。ガスクロマトグラフィーは、金星の大気組成や土壌からの散乱放射を分析し、雷の存在の証拠、アルゴン36/アルゴン40比が高いこと、低地には一酸化炭素が存在すること等の証拠を得た。
ランダーの搭載機器は以下の通り。
- Backscatter Nephelometer
- Mass Spectrometer - MKh-6411
- Gas Chromatograph - Sigma
- X-Ray Fluorospectrometer
- 360° Scanning Photometer - IOAV
- Spectrometer (430-1170 nm)
- Microphone/Anemometer
- Low-Frequency Radio Sensor
- 4 Thermometers
- 3 Barometers
- Accelerometer - Bizon
- Penetrometer - PrOP-V
- Soil Analysis Device
- 2 Color Cameras
- Small solar batteries - MSB